# Stephan Westphal
Stephan Westphal (* 1976 in Oldenburg (Oldb)) ist ein deutscher Mathematiker und ehemaliger Hochschullehrer. Er ist u. a. mit der Berechnung des Spielplans der Fußball-Bundesliga befasst.

## Werdegang
Nach dem Abitur 1996 am Alten Gymnasium Oldenburg studierte Westphal an der Technischen Universität Berlin Wirtschaftsmathematik. Neben seinem Studium arbeitete er bei der Softwarefirma PSI AG Berlin. 2004 wechselte er an die TU Kaiserslautern, wo er 2007 über Aspekte von Online-Routenplanung und Maschineneinsatzplanung promovierte. Nach seiner Promotion arbeitete er in der Industrie und als Postdoc an der TU Kaiserslautern.
2010 wurde Westphal am Institut für Numerische und Angewandte Mathematik der Universität Göttingen zum Juniorprofessor für Operations Research ernannt. 2014 erfolgte die Ernennung zum Universitätsprofessor für Diskrete Optimierung an der TU Clausthal. Spätestens 2023 verließ Westphal die TU Clausthal. Sein Nachfolger auf der Professur für Diskrete Optimierung wurde Anfang 2025 Andreas Tillmann, er hatte diese bereits zum Sommersemester 2023 vertreten.
In der Forschung beschäftigt sich Westphal mit unterschiedlichen Optimierungsproblemen (kombinatorische Optimierung, Online Optimierung, Sport-Scheduling, Routenplanung für Fahrzeuge, gemischt-ganzzahlige Optimierung). Für den Spielplan der Basketball-Bundesliga hat er eine Software zur Optimierung unter mathematischen Gesichtspunkten entwickelt. Auch die UEFA, die Deutsche Fußball Liga und verschiedene ausländische Fußball- und Eishockeyligen lassen sich beim Erstellen von Spielplänen von ihm beraten.